# Uthina
Uthina là một chi nhện trong họ Pholcidae.

## Các loài
Các loài trong chi này gồm:
- Uthina atrigularis Simon, 1901
- Uthina luzonica Simon, 1893